# Otto Skeel
 Der er flere personer med dette navn, se Otte Skeel.
Otto Skeel (1. december 1862 på Skeelslund – 26. april 1945) var en dansk godsejer, bror til Erik Skeel.
Han var søn af godsejer Sophus Skeel og hustru født baronesse Schaffalitzky de Muckadell og ejede fra 1887 til 1906 Oksholm. Skeel blev 1898 branddirektør i Fredensborg, var fra 1936 patron for Roskilde adelige Jomfrukloster og for det Skeel'ske Universitetslegat og medlem af bestyrelsen for det Skeelske Fideikommis. 10. november 1909 blev han Ridder af Dannebrog.
12. juli 1887 ægtede han på Hagestedgård Cathrine Marie "Mimi" Louise Henriette Tillisch (27. august 1864 på Hagestedgård - 27. januar 1943), datter af herredsfoged Christian Frederik Tillisch og Caroline født Grevenkop-Castenskiold. De havde seks børn, hvoraf en søn udvandrede til Canada, hvor hans efterkommere stadig lever.